# Partido Comunista de los Obreros de Francia
El Partido Comunista de los Obreros de Francia (PCOF) (en francés: Parti Communiste des Ouvriers de France) es un partido comunista de Francia, miembro de la Conferencia Internacional de Partidos y Organizaciones Marxista-Leninistas, surgido en 1979 como escisión del Partido Comunista Francés.
Su ideología parte de los planteamientos de Marx, Engels , Lenin y Stalin, junto con la lucha de Enver Hoxha contra lo que él acusó de revisionismo, en las cuales se incluyen la línea adoptada por el PCF tras la muerte de Stalin.
Su programa político inmediato del PCOF sostiene que la izquierda de ruptura "transformación social" con el liberalismo debe unirse para construir un "Frente Popular Revolucionario" ; un primer paso necesario para construir una "revolución socialista". Este es ciertamente el sentido de que el PCOF quería darle a su participación en el Frente de Izquierda entre octubre de 2011 y marzo el año 2016, en el cual apoyaron la candidatura de Jean-Luc Mélenchon en la elección presidencial de 2012, pero para las elecciones del 2017 opta por la abstención aunque algunos simpatizantes del PCOF continuaron apoyando a Melenchon.

## Ideología
Su ideología parte de los planteamientos de Marx, Engels , Lenin y Stalin, junto con la lucha de Enver Hoxha contra lo que él acusó de revisionismo, en las cuales se incluyen la línea adoptada por el PCF tras la muerte de Stalin.
Su programa se proyecta a instaurar la dictadura del proletariado o democracia popular que desea la participación de todos los trabajadores en el ejercicio del poder, rompiendo con el régimen capitalista y el revisionismo. El PCOF genera una línea en la cual el marxismo-leninismo se aplique en la condición de Francia a la vez que declaran su lucha como parte de la lucha internacional contra el capitalismo.

## Historia

### Antecedentes
Durante la década de 1950, tras la muerte de Stalin, en los partidos comunistas del mundo se instauraba la línea de la coexistencia pacífica promocionada por Nikita Kruschev. En 1956 se realiza el XIV Congreso del Partido Comunista Francés (PCF), donde se toma un programa similar a la línea trazada por Jruschov en el XX Congreso del Partido Comunista de la Unión Soviética (PCUS).
A causa de esto, el 31 de diciembre de 1967 se forma el Partido Comunista Marxista-Leninista de Francia (PCMLF), pero tras la muerte de François Marty en 1971 en un accidente automovilístico y que el PCMLF opte por la corriente maoísta, llevan a la salida de un grupo del partido que declara al maoísmo como una teoría "revisionista" y “eclética”.
Se constituye la Organización para la Reconstrucción del Partido Comunista de Francia (ORPCF), con el objetivo de preparar la creación de PCOF en 1979.

### Fundación
"El partido lucha por la destrucción completa del sistema de explotación del humano por el ser humano y la introducción del comunismo en todo el mundo. El sistema socialista va a resolver la contradicción entre las fuerzas productivas y las relaciones de producción; va a crear las condiciones para lograr una sociedad comunista, sociedad sin clases que se aplicará el principio de cada uno según sus necesidades [...] "
Programa aprobado en el I Congreso Constitutivo del PCOF

Fundado el 18 de marzo de 1979, en el aniversario de la Comuna de París, tras declarar al PCF como "un partido degenerado" en una línea "revisionista", "oportunista" y "electoralista", y además que el Partido Comunista Marxista-Leninista de Francia (PCMLF) se oriente hacia el maoísmo. Se declara abiertamente en lucha contra la burguesía y la instauración de la dictadura del proletariado

### Actividad política
Durante su historia ha buscado la formación de un frente popular que unifique a las fuerzas políticas y sociales de izquierda en Francia con el cual se pueda avanzar hacia la sociedad socialista. En agosto de 1994 fue parte de los partidos fundadores de la Conferencia Internacional de Partidos y Organizaciones Marxista-Leninistas, siendo de los que participó en la elaboración de la Declaración de Quito . Más tarde en septiembre de 1995 sería el anfitrión de la II Sesión Plenaria de la Conferencia.
En las elecciones presidenciales del 2002 optaron por la abstención ante las opciones de la segunda vuelta, que consistían en Jean Marie Le Pen y Jacques Chirac, con la consigna “Fuera Le Pen, Chirac a la cárcel”, además crítico la formación de la Unión Para la Mayoría Presidencial (UMP), con el cual la derecha buscó obtener la mayoría parlamentaria.
Para la elección presidencial de 2012 ingresarían con otras organizaciones de izquierda al Frente de Izquierda, apoyando la candidatura de Jean-Luc Mélenchon, pero para las elecciones de 2017 optarían por la abstención de manera oficial, a pesar de que algunos miembros continuaron apoyando a Mélenchon. Tras el resultado de la elección para la segunda vuelta continuarían con la abstención.